# Lorenz Lorenzen
Lorenz Lorenzen (* 30. Oktober 1795 in Husum; † 22. Juni 1866 in Lüneburg) war ein deutscher evangelisch-lutherischer Geistlicher und Schleswigscher Abgeordneter.
Lorenz Lorenzen war ein Sohn des Husumer Stadtbaumeisters Lorentz Lorentzen (6. Januar 1753 – 3. November 1835) und dessen Frau Maria Dorothea geborene Petersen (1760 – 25. Januar 1843). Er studierte 1815 bis 1819 an der Universität Kiel. Dort wurde er 1815 Mitglied der Alten Kieler Burschenschaft. Er wurde 1820 Pastor von Schwabstedt und 1829 in Adelby. 1839–1840 war er Propst der Flensburger Propstei. Am 23. Januar 1821 heiratete er in Rendsburg Elisabeth Franziska Christine Cathrine Grothusen (8. Juli 1799 in Niendorf – 21. September 1875 in Lüneburg), die Tochter des Niendorfer Zollinspektors und späteren Inspektors von Schleswig und Holstein, Gerhard Grothusen (1765–1832).
1836 wurde er vom König als einer der beiden Vertreter der Geistlichkeit zum Mitglied der ersten Schleswigschen Ständeversammlung ernannt. Er gehörte der Kammer bis zu ihrer Selbstauflösung 1846 an. In den Ständen vertrat er die Ansprüche der Augustenburger und antidänische Positionen. 1840 wurde Ritter des Dannebrogordens. Während des Aufstandes war er Mitglied der Schleswig-Holsteinischen Landesversammlung. Er wurde für den 16. schleswigschen Wahlbezirk (Flensburg-Land) gewählt. Sein einziger Sohn nahm als Freiwilliger am Krieg teil und fiel in der Schlacht von Bau. 
Nach dem Zusammenbruch des Aufstandes konnte er nicht in Schleswig-Holstein bleiben, da er von der Amnestie im Jahre 1852 explizit ausgeschlossen wurde. Er wurde Superintendent in Lüneburg. 
Im Evangelischen Gesangbuch sind von ihm mehrere Lieder veröffentlicht: das Osterlied „Wach auf, mein Herz, die Nacht ist hin“ (EG 115), das Lied zum Ende des Kirchenjahres „Ermuntert euch, ihr Frommen“ (EG 151) und im Regionalteil Österreich (Nr. 554) „Du wesentliches Wort“. 